# Сабакаево (Татарстан)
Сабакаево (тат. Казаклар) — деревня в Рыбно-Слободском районе Республики Татарстан. Входит в состав Большеелгинского сельского поселения.

## Население
| 1782             | 1859 | 1897 | 1908 | 1920 | 1926 | 1949 | 1958 | 1970 | 1989 | 2002 | 2008 | 2010 |
| ---------------- | ---- | ---- | ---- | ---- | ---- | ---- | ---- | ---- | ---- | ---- | ---- | ---- |
| 49 душ муж. пола | 255  | 407  | 465  | 447  | 322  | 215  | 271  | 277  | 192  | 166  | 157  | 171  |

## Экономика
Полеводство, скотоводство.

## Религиозные объекты
Мечеть (1882 год).